# Lyces cruciata
Lyces cruciata là một loài bướm đêm thuộc họ Notodontidae. Nó được tìm thấy ở Costa Rica và Panama.